# 정횡
정횡(程橫, ? ~ 기원전 133년)은 전한 중기의 제후로, 강도상 정가의 아들이다.

## 생애
원광 원년(기원전 134년), 정가의 뒤를 이어 건평후(建平侯)에 봉해졌으나 이듬해에 죽었다. 시호를 절이라 하였고, 작위는 아들 정회가 이었다.

## 출전
- 사마천, 《사기》 권19 혜경간후자연표
- 반고, 《한서》 권17 경무소선원성공신표

| 선대 아버지 건평애후 정가 | 전한의 건평후 기원전 134년 ~ 기원전 133년 | 후대 아들 정회 |